# Bitva u Lávy
Bitva u Lávy bylo ozbrojené střetnutí mezi českými zeměmi a Rakouským vévodstvím.

## Příčina bitvy
V roce 1246 vpadlo do Rakous české vojsko pod vedením Oldřicha Korutanského, které tam bylo vysláno z důvodů "připomenutí" dohody o zasnoubení Vladislava, staršího syna českého krále Václava I., s Gertrudou Babenberskou, neteří rakouského vévody Fridricha Bojovného. Početnější české vojsko však bylo 26. ledna 1246 zaskočeno rakouskými silami a v poli poraženo.

## Průběh bitvy
Líčení průběhu bitvy a jejích následků zabírá značnou část knihy Fürstenbuch (česky Kniha o knížatech) od vídeňského měšťana Janse Enikela. Dochoval se tak podrobný popis některých předáků českého vojska Oldřicha III. Korutanského, Kadolda a Siegfrieda Sirotků, Voka z Rožmberka, Smila z Lichtenburka a Miloty z Dědic.